# Symington Family Estates
Symington Family Estates, kurz: Symington ist ein portugiesisches Unternehmen, das sich auf Herstellung und Handel von portugiesischem Wein, insbesondere Port und Madeira spezialisiert hat. Über die Jahre hat Symington zahlreiche Portweinhäuser aufgekauft und ist so zu einem der größten Portweinanbieter weltweit geworden (Marktanteil weltweit >30 %, Stand 2008).
Die Symington-Familie ist ein Mitglied der Primum Familiae Vini, ein weltweiter Zusammenschluss traditionsreicher, führender Familienunternehmen für Weinanbau und -handel.

## Geschichte
Das Unternehmen geht zurück auf Andrew James Symington (1863–1939), einen Schotten, der 1882 nach Portugal auswanderte, um Handel mit Portwein und anderen portugiesischen Gütern zu treiben. Er arbeitete zunächst für Graham’s, einen anderen Porthändler, machte sich aber nach einigen Jahren selbständig. 1891 heiratete er Beatrice Atkinson (1870–1916), deren Familie über mehrere Generationen bis ins 17. Jahrhundert eng mit dem Portweinhandel verbunden war. 1905 erwarb Symington Anteile an Warre & Co., dem ältesten britischen Portweinhandelshaus. Es folgten 1912 Anteile an Dow’s, einem weiteren namhaften Portweinhaus.
Nach dem Tod von A. J. Symington und nach der schwierigen Zeit des Zweiten Weltkrieges expandierte die Symington-Familie weiter: 1970 kamen Graham’s (das Haus, bei dem der Firmengründer einst angestellt war) und Smith Woodhouse hinzu. Es folgten noch einige weitere, spezialisierte Firmen und Weingüter.
Heute ist Symington mit einem Marktanteil von ca. 30 % neben Sogevinus und Sogrape eine der bedeutendsten Portweinhandelsgruppen weltweit.

## Marken
Die folgenden Weingüter, Handelshäuser und Marken gehören zu Symington:
| Portwein | Madeira                                         | Douro-Denominação de Origem Controlada (DOC)-Wein |
| --- | ----------------------------------------------- | ------------------------------------------------- |
| - Graham's - Dow's - Warre's - Smith Woodhouse - Quinta do Vesuvio - Gould Campbell - Quarles Harris - Martinez | - Blandy's - Cossart Gordon - Leacock's - Miles | - Chryseia - Altano                               |